# 千葉命吉
千葉 命吉（ちば めいきち、1887年3月26日 - 1959年12月29日）は明治 - 昭和時代の教育研究者、教育者。奈良女高師付属小学校訓導などをへて、大正9年（1920年）広島師範付属小学校の主事(現在の校長と同等)となる。大正10年（1921年）八大教育主張講演会で子供の独創性を重視する「一切衝動皆満足論」を発表。大正11年（1922年）ドイツに留学、独創学を研究。昭和3年（1928年）大日本独創学会を設立した。著作に「独創主義教育価値論」「独創教育学」など。

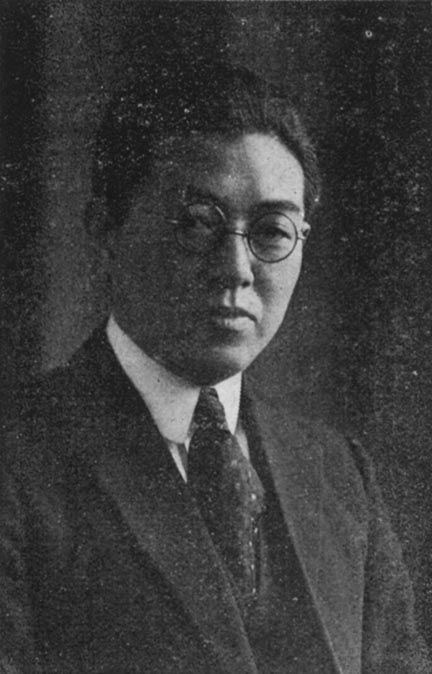
千葉命吉、1926年ごろ。

## 概要
千葉命吉の創造教育論というのは1919年1月の『創造教育の理論及実際』でではじめて提唱された。その独創的理論が評価され大正9年（1920年）に小学校校長に抜擢された。その教育論は及川平治の『分団式各科動的教育法』の実践を受け継ぐものだった。千葉命吉は及川の学習課程論の「仮定」「予断」の部分に創造性の入り込む余地を見つけ、特にその部分を大きく取り上げて論じた。千葉の創造教育論は授業内容や授業運営法の定式化までには至らず、授業における創造性開発の諸問題を論じるにとどまった。千葉の創造教育論は及川の理論と共に神戸伊三郎に受け継がれ、理科の「新学習課程」として定式化された。
千葉の独創的理論は危険視されて校長を辞めさせられ、千葉はドイツに留学し、ベルリンで『独創学と一切衝動満足（Originalität und Alltriebsbefriedigund）』というドイツ語の本を出した。

## 略歴
おもに、「鈴木和正、2016年」による。
- 明治20年（1887年）、秋田県湯沢市大町生まれ。神主の家で育った[9]。
- 明治26年（1893年）、湯沢小学校入学。
- 明治32年（1899年）、秋田師範学校入学。中学校教師の資格を得る。
- 大正3年（1914年）、札幌師範学校へ転任。
- 大正4年（1915年）、愛知第一師範学校へ転任。
- 大正6年（1917年）、奈良女子高等師範学校附属小学校の訓導に転任。神戸伊三郎と同僚になる。
- 大正7年（1918年）、『知行合一考査革新に関する研究』出版。
- 大正8年（1919年）、『創造教育の新問題一切衝動の悉皆満足』を出版。
- 大正9年（1920年）、広島師範学校の教諭兼附属小学校主事（校長）となる。
  - 12月、附属小学校で「独創研究教育大会」を開催[注 5]。
- 大正10年（1921年）2月、帝国議会貴族院予算委員会で、千葉の「正行久松同善論」が危険思想としてやり玉になる。
- 大正11年（1922年）、文部省から思想調査が来るが、千葉は改めず、退職願を出させられた。
  - 11月末、ベルリン大学に留学する。
- 大正15年（1926年）、4年間の留学を終え帰国、立正大学講師となり、多くの著作を出す。
  - 広島県加茂郡西条小学校で「第一回教育研究会」を開催。千葉が講師となる。[注 6]
- 昭和3年（1928年）、大日本独創学会を設立。機関誌『独創』を発行。
- 昭和4年（1929年）、『危険思想と其の批判』で「左翼思想を抑圧するのは間違いだ」と主張した[7]。
- 昭和12年（1937年）、西条小学校に再び独創教育を紹介しに行く。
- 太平洋戦争勃発後、郷里の秋田県湯沢の生家に疎開する。
- 敗戦後は秋田で神官となったという[9]。
- 昭和34年（1959年）、脳出血のため秋田の生家で死去。72歳。

## 千葉の創造教育論
千葉によれば創造教育の要点は、
1. 囚われぬ生活を得ること。
2. 習慣を打破する習慣を作ること。
3. 内の固有特性をもって外を改造する力を養う。
4. そのためには、児童の個性を尊重し、その人格を認めよ。

というものであった。
また千葉は次のように書いた。
誤謬・曲解・偏見はいかなる機能あるか。内と外をと合致せぬ場合に不知なるを誤謬といい、合致せしめんと努むるを曲解といい、合致せりと信ずるを偏見という。およそ問題は合致せぬときに起こる。誤謬よりアメリカは発見され、曲解によって飛行機は発明された。
偏見はなぜ必要か。ベーコンは偏見を種族的偶像として退けたが、彼は順応を主とし、人間の力を過小視したためである。意志あるところ道あらば、偏見はやがて創新の結果を生む。偏見の公認されたのが立派な発明・発見・創作・案出ではないか。養うべきは個性から出た大いなる偏見である。
千葉のこの創造教育の理論は、認識における人間の主体的な活動の意義に光を当てて、ベーコンの帰納法の権威にも刃向かう個性をもって、創造性の核心に迫ったものといえる。

## 一切衝動皆満足論
千葉は「道徳上の善に至るためにはどうしたら良いか」という問に対して、「好きなことから出発すれば良い」という結論を得て、「好きなことを徹底完全にやりとげれば道徳上の善となる」ことを一切衝動皆満足論という形で展開した。
一切衝動皆満足論は善の実体論ではなく、過程論である。千葉の理論は「ベストを尽くせば良いのだ。他人の評価は気にせず、自らの信念に従って行動することことが善なのである」という主張で、今の自分を精一杯生きるので良いのだ、と受け止めることができる。

## 千葉の教育論
千葉の教育論は「好きなことをやりなさい。そしていったん始めたら、やり遂げるまで責任を持ってやりなさい」という、子供の衝動を皆満足させることであった。教育のあらゆる場面において、子供が活動し、実践する機会を取り入れる。そのための具体的方法として「創造教育の五段階」を解いた。
1. 資料の受領：新教材を自学自習する。
2. 問題の発見：一人一人が自分の問題を発見する。
3. 問題の構成：問題をまとめる。
4. 問題の解決：教師は相談に応じる。
5. 独創の表現：発表する。

これは子供自身による問題解決学習である。子供の葛藤から出発し、子供自身による問題の発見、その解決のための工夫努力、そして成就の結果の満足、それが教育であるとする。

## 教師の役割は相談
千葉は、教師の役割は相談に徹することとしている。子供を放任するのではなく、指導するのでもない。子供が必要とするときに助言することが教師の教育活動であるとする。
千葉はこのように主張する。
子供の判断力を相応に是認するのでなかったら、教育は自殺であります。諸君は教えたことは子供相応に解釈することを許そうとするなら、子供の判断力を相応に認めなければなりません。
このように千葉は子供の主体性や個性を尊重した。千葉は教育活動で子供による教材選択の教科を採り入れたり、担任教師のいない無主任学級をつくって、子供自身による学級の自治的運営を体験させることを行い、成績評価に子供の主観的な判断を尊重する方法も採用した。

## 千葉の道徳教育論
千葉は「修身も道徳もすべて創造を要するからには、創造力の養成に努めなければならない」と主張し、道徳教育では「目的と意志と生命に触れた〈なぜ〉という発問」を重視している。「修身は他のものよりも特にその資料存在の範囲は広く、主観の色彩のあるものことごとくを包含するものであって、これを教場に限るのははなはだしき思い違いである」として、手工教場において「いかにして新しい模様を組み物に現す仕方を工夫すべきか」という授業を展開した。この実践では修身教科書を使わず、子供に「新しき模様を表す方法」を考えさせている。子供が生活の中で興味を抱いたことや、生活体験を教材とすることによって、子供の主体的な学習を促した。

## 教科について
千葉は31歳の時処女作として『知行合一考査革新に関する研究』を出版し、明治以後の教科を全面的に改革して、読み方、書き方、造り方、行い方の4教科とすべきだと主張した。

## 千葉への批判
千葉の「一切の押しつけを排する」という主張は、人間の衝動である「こひ」を満足させることにあるというのが基礎にあった。千葉の主張は「こひ」とか「むすび」という日本古来の哲学用語を用いるなど、あまりにも突飛なので教育学会の主流に迎え入れられることはなかった。千葉は自分の理論を「日本固有の神道に基づく考え方だ」などと日本主義的な議論の部分もあった。
千葉は雑誌に発表した論文「創造教育より見たるお染久松論」で、「久松は先祖代々の家を捨てて、主を捨てて、命がけの徹底に進み彼は感激をもって死を迎えた」「すなわち、ひとつは情を捨てて義に生き、一つは義を捨て情に生くるごとくに見ゆれども、その生きるや、全我、全衝動の徹底満足を求めた恋の人たる点において、ひとつではなかろうか」と書き、これが教育者として不適切であり、忠節による死と情死とを同一視することがそもそも誤りだと、批判を浴びた。千葉はその後も一切衝動皆満足論を提唱し続けたが、この主張を真面目に探求したものほとんど現れず、危険視された。
千葉はこの論文を書いて間もなく議会でも問題にされ、小学校主事（校長）をやめなければならなくなった。

## 晩年の思想
小学校の現場を追われても千葉は一貫して創造性と教育の問題を追及した。しかし大正デモクラシーの運動が厳しく弾圧されるようになると、千葉は孤立を深めていった。千葉の理論は抽象的で直接教育現場で利用できるようなものではなかったので、現場に根を張ることができなかった。また千葉は1929年の『危険思想とその批判』の中で、「創造性を大切にせよ」と主張し、当時の「左翼思想を危険思想として抑圧するのは間違いだ」と力説した。そして、「すべての創造的な思想というものはすべて危険思想なのだから、左翼思想を弾圧すると、すべての独創的思想を弾圧することになる」と主張した。千葉の思想は国粋主義者も利用することができず、千葉も迎合することを拒否した。千葉の思想は孤立しつつも、なお本物であり続けた。
1943年の『教育思想学説人物史』（藤原喜代蔵）には、
立正大学を辞して後は、自ら独創学会を作り、『独創』という小冊子を出したり、講演を試みたりしていた。後には日満教育連盟を作って画策したが、いずれも失敗に帰し、現在では地方まわりの講師などをしているとの風評があり、ほとんど教育会からは忘れられた観がある。
と書かれている。
彼の思想は日本主義的であったが、昭和の国家主義には迎合しなかった。日本の敗戦後は千葉は独創教育論を全く展開していない。
しかし、千葉の思想は神戸伊三郎の「新学習課程」論に受け継がれた。